# Macrocalamus
Macrocalamus es un género de serpientes de la familia Colubridae. Se distribuyen por la península malaya.

## Especies
Se reconocen los siguientes:
- Macrocalamus chanardi David & Pauwels, 2005
- Macrocalamus gentingensis Yaakob & Lim, 2002
- Macrocalamus jasoni Grandison, 1972
- Macrocalamus lateralis Günther, 1864
- Macrocalamus schulzi Vogel & David, 1999
- Macrocalamus tweediei Lim, 1963
- Macrocalamus vogeli David & Pauwels, 2005